# Rubén Pitre
Rubén Pitre (Valledupar, Cesar, Colombia; 24 de octubre de 1991) es un futbolista colombiano. Juega como defensa y su equipo actual es Atlético Nacional del Fútbol Profesional Colombiano.

## Clubes
| Club              | País     | Año   |
| ----------------- | -------- | ----- |
| Atlético Nacional | Colombia | 2010- |

- Datos: Q6113341